# Mesacanthion hawaiiense
Mesacanthion hawaiiense is een rondwormensoort uit de familie van de Thoracostomopsidae.